# Boastad
Boastad är en bebyggelse vid östra stranden av Möckeln i Pjätteryds distrikt i Älmhults kommun, Kronobergs län. Här avgränsade SCB en småort vid avgränsningen 2023.